# キンパラ (企業)
キンパラ株式会社は、静岡県磐田市に本社を置く学校制服や会社制服などの製造・販売を行う企業。通称・「制服のキンパラ」。

## 創業・設立
- 創業 1934年（昭和9年）
- 設立 1959年（昭和34年）
- 代表取締役　金原周平

静岡県西部地区を中心に多くの学校制服を手がけている。
キャラクターは「キンゾウくん」。キンゾウくんのキンパランドでキンパライフというブログもある。キャラクター作成は大塚朗。キャプテンサンタやアルビレックス新潟のキャラクターで有名。
制服のキンパラは他に企業向け制服も取り扱っている。地元の磐田市を中心にかなりのシェアを保っている。
学校制服は少子化の波で低調だが、磐田店、鹿谷店、天神町店のほかにイオン志都呂、イオン市野の両ショッピングセンター内にも出店している。現在イオン浜松西、イオン袋井、アピタ磐田、アピタ浜北にも出店有り。
天神町店2階には自社のオーダースーツショップ「ゴールドワン」があり近年売上を大きく伸ばしている。

## 従業員数
- 60名 （2020年1月1日現在）

## 事業内容
- 学校関係制服・会社関係制服・官公庁関係制服などの製造、及び、パーソナルユニフォームの企画製造販売

## 社是
- 信は力なり

## 社訓
- 信用は力なり・信頼は力なり・信念は力なり